# Borki (Białystok)
Pour les articles homonymes, voir Borki.
Borki est un village situé dans la gmina de Gródek, dans le powiat de Białystok, dans la voïvodie de Podlachie à l'est de la Pologne, près de la frontière avec la Biélorussie.